# Cấm kỵ
Ở bất kì xã hội nào, một điều cấm kỵ (Hán Việt: 禁忌; tiếng Anh: taboo) là những điều bị cấm hoàn toàn hoặc bị ngăn cấm mạnh mẽ (thường là những phát ngôn và hành vi) dựa trên những nhận thức văn hóa cho rằng điều đó là ghê tởm, nguy hiểm hoặc, có thể là, quá thiêng liêng để người trần có thể làm. Sự cấm đoán này xuất hiện ở gần như tất cả các nền văn hóa. Các điều cấm kỵ có tính chất tương đối, ví dụ như những điều liên quan đến đồ ăn, có thể được coi là không thể chấp nhận được ở nền văn hóa hay tôn giáo này lại có thể hoàn toàn chấp nhận được ở nền văn hóa hay tôn giáo khác. Dù điều cấm kỵ đó có đúng hay sai trên phương diện khoa học, nó thường được tạo ra để bảo vệ các cá nhân, nhưng có khi nó tồn tại do nhiều lý do khác nữa. Đằng sau nhiều điều cấm kỵ xuất phát từ tôn giáo hay thần linh là các nền tảng sinh thái học hoặc y học. Những điều cấm kỵ có thể giúp chúng ta sử dụng tài nguyên hợp lý hơn, nhưng khi được áp dụng với chỉ một bộ phận nhỏ của cộng đồng, nó lại cô lập bộ phận người đó. Một điều cấm kỵ đã được chấp nhận ở một nhóm người hay một bộ lạc có thể làm cho họ gắn kết với nhau hơn, giúp nhóm người đó nổi bật giữa những nhóm người khác và tạo nên "chất riêng" cho nhóm người đó. Nghĩa của từ tiếng Anh "taboo" còn được mở rộng hơn trong ngành khoa học xã hội để chỉ những điều cấm liên quan đến bất kỳ phạm vi nào của hành động của con người hoặc những tục lệ thiêng liêng, bị ngăn cấm dựa trên đánh giá đạo đức, đức tin hoặc chuẩn mực xã hội. "Vi phạm vào những điều cấm kỵ" thường bị phản đối và làm nhiều người khó chịu, chứ không chỉ đơn thuần là một mặt của văn hóa.

## Từ nguyên
Từ tiếng Anh "taboo" có nguồn gốc từ tiếng Tonga Tapu hoặc tiếng Fiji tabu ("cấm", "không được chấp nhận") liên quan đến tiếng Maori tapu, tiếng Hawaii kapu, tiếng Malagasy fady. Từ tiếng Anh này được sử dụng từ năm 1777 khi nhà thám hiểm người Anh James Cook đến thăm Tonga, và nói rằng người Tongan sử dụng từ "taboo" để chỉ "bất kì thứ gì bị cấm ăn, hoặc sử dụng". Ông viết:
Không một ai trong số họ ngồi xuống, hoặc cắn một miếng đồ ăn nào... Khi tôi bộc lộ sự ngạc nhiên của mình, những việc này là những việc cấm kỵ, như họ nói; một từ có ý nghĩa bao hàm toàn diện; nhưng, nhìn chung, nói đến một điều gì đó bị cấm.
(Not one of them would sit down, or eat a bit of any thing.... On expressing my surprise at this, they were all taboo, as they said; which word has a very comprehensive meaning; but, in general, signifies that a thing is forbidden.)

Từ này được dịch cho ông là "thánh hóa, bất khả xâm phạm, cấm, không thuần khiết hoặc bị nguyền rủa". Tabu được cho là từ ghép giữa hình vị ta ("đánh dấu") và bu ("đặc biệt"), nhưng có thể giả thuyết này là sai (chú ý rằng tiếng Tongan không có âm vị /b/), và tapu thường được dùng như một từ đơn nhất, không-được-ghép có nguồn gốc từ tiếng Châu Đại dương nguyên thủy *tapu, lại có nguồn gốc từ tiếng Châu Đại dương nguyên thủy *tabu, có ý nghĩa "linh thiêng, cấm". Trong tiếng Tonga hiện đại, từ tapu mang ý nghĩa "linh thiêng" hoặc "(thuộc) thánh", những thứ được bảo vệ bởi phong tục hoặc luật pháp. Ở đảo chính, từ này thường được gắn vào đuôi từ "Tonga" thành Tongatapu, ở đây mang nghĩa "(vùng, miền) Nam Thiêng liêng" hơn là "(vùng, miền) Nam Cấm".
Trong tiếng Việt, từ "cấm kỵ" được ghép từ hai chữ cấm (禁, "ngăn chặn, không cho phép") và kỵ (忌, "sợ, tránh").